# Мыльников, Владимир Васильевич
Владимир Васильевич Мыльников (8 октября 1923 — 20 декабря 1991) — командир дивизиона 969-го артиллерийского полка (60-я стрелковая дивизия, 47-я армия, 1-й Белорусский фронт), майор.

## Биография
Родился 8 октября 1923 года в станице Нижнегниловская, ныне в черте города Ростов-на-Дону.
В 1941 году был призван в Красную Армию. В действующей армии с января 1942 года. Воевал на Брянском, Центральном и 1-м Белорусском фронтах. Участвовал в оборонительных боях в районе Орла, на брянском направлении, в отражении вражеского наступления из района Севска в Курской битве, освобождал Украину и Белоруссию в ходе Черниговско-Припятской, Гомельско-Речицкой и Калинковичско-Мозырьской операций, форсировал реки Десна, Сож, Днепр, Березина.
16 января 1945 года под сильным артиллерийским, миномётным и пулемётным огнём противника по льду переправил орудия своего подразделения на правый берег реки Висла. Противник силами до двух рот при поддержке самоходных орудий и танков предпринял четыре контратаки на позиции десантников, но все они благодаря хорошо организованному и прицельному огню дивизиона были отбиты. При этом артиллеристами было уничтожено четыре пулемётных точки и до 70 солдат и офицеров врага, подавлен огонь трёх пулемётных точек и одной миномётной группы. Успешные действия дивизиона позволили 1281-му стрелковому полку форсировать реку с минимальными потерями.
Указом Президиума Верховного Совета СССР от 24 марта 1945 года за образцовое выполнение боевых заданий командования и проявленные при этом мужество и героизм майору Мыльникову Владимиру Васильевичу присвоено звание Героя Советского Союза с вручением ордена Ленина и медали «Золотая Звезда».
После войны продолжил службу в армии. С 1961 года в запасе. Жил в городе Тернополь. 
Весной 1989 года избран народным депутатом СССР  от Всесоюзной организации ветеранов войны и труда..
Умер 20 декабря 1991 года.